# Chelonoidis abingdonii
La tartaruga dell'Isola Pinta (Chelonoidis abingdonii Günther, 1877) è una specie estinta di tartaruga della famiglia Testudinidae.
Si trattava di una tartaruga gigante con la forma del guscio detta "a sella", che favoriva l'allungamento del collo verso l'alto per nutrirsi di foglie presenti ad una certa altezza dal suolo.

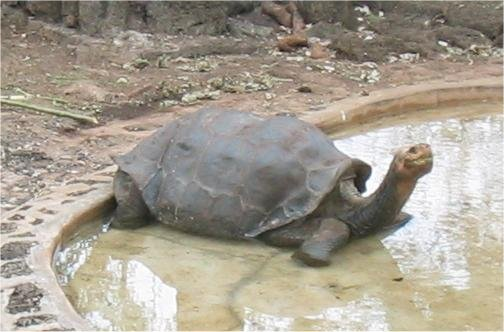
Lonesome George

L'ultimo esemplare conosciuto, Lonesome George (morto il 24 giugno 2012), fu trovato nel 1971 sull'Isola di Pinta, la più settentrionale delle isole delle Galápagos ed anche una delle più piccole. La comunità scientifica riteneva che la specie fosse completamente estinta sull'isola, a causa della caccia a cui era sottoposta da parte dell'uomo, fino a quando all'inizio degli anni settanta un fotografo mostrò ai biologi una fotografia in cui ritraeva una tartaruga vivente sull'isola, conseguentemente venne effettuata una ricerca sistematica sull'isola, suddividendola in quadrati di ricerca, fino al suo ritrovamento. Nessun altro esemplare fu ritrovato. La tartaruga divenne un simbolo della lotta per la conservazione.
Ricercatori dell'Università della Columbia Britannica - Okanagan, sostenuti dal Parco nazionale delle Galápagos, hanno condotto studi su tale specie.